# Жабківська сільська рада
Жабківська сільська рада (до 2016 р. — Луценківська) — колишній орган місцевого самоврядування у Лохвицькому районі Полтавської області з центром у селі Жабки.

## Населені пункти
Сільраді були підпорядковані населені пункти:
- c. Жабки
- c. Нове